# Nokia 5510

Nokia 5510 are o tastatură completă QWERTY și un ecran cu rezoluția de 84 x 48 de pixeli. 
Memoria internă este de 64 MB pentru fișierelor audio MP3 sau AAC.
Are radio FM Stereo și mufă audio de 2.5 mm.
Fișierle audio pot fi convertite și transferate cu aplicația Nokia PC Suite.
Transferul de date se poate realiza prin portul USB.
Browser-ul WAP are versiunea 1.1 și transferul de date se realizează prin CSD.
Poate înregistra de la radio FM sau prin sursă audio externă prin cablu de exemplu de la CD Player, radio FM. 
Are 5 jocuri Snake II, Pairs II, Space Impact, Bantumi și Bumper.